# Call of Duty 3
Call of Duty 3 је пуцачина из првог лица и треће издање познатог серијала Call of Duty, са тематиком Другог светског рата. Једино је издање из оригиналног серијала које није објављено за Windows. Игра је изашла у продају 7. новембра 2006. Игру је развио Тријарч, а објавио Активижн.

## Игра

### Кампање
Мисије током игре се извршавају у време након инвазије савезничких јединица на Нормандију, где играч ослобађа територије окупиране Француске. За разлику од претходних делова, уместо одвојене три, сада се игра састоји само од једне комбиноване кампање, где учествују америчка, британска, пољска, канадска и француска армија.

#### Америчка кампања
Карактер ког играч може контролисати у америчкој кампањи је новорегрутовани редов Никлс, који је постао члан 29. пешадијске дивизије, која учествује прво у ослобађању француског града Сен Ло, а потом се придружује 90. пешадијској дивизији, где се, по шумском терену, сукобљава са немачком војском око наводно напоменутог града. Групу предводи водник Френк Меккалин, који бива убијен па његово место и војни чин заузима десетар Мајк Диксон.

#### Британска кампања
У британској кампањи, играч контролише водника Џејмса Дојла, карактера којег је такође било могуће контролисати у Call of Duty: United Offensive. Опет добија улогу пилота, који бива порушен на територији Француске, где, спашен од француских побуњеника, помаже у ослобађању локалних територија. Убрзо стиже и појачање и британске армије, и сада две армије удружене заједно ослобађају неке индустријске области, које одржавају Немци. У овој кампањи се појављује и мајор Инграм, који је исто познат из Call of Duty: United Offensive.

#### Канадска кампања
Током ове кампање, играч контролише војника Кола, члана 4. канадске оклопне дивизије, коју предводи поручник Жан Гај Робишоуд, наводни ветеран из Првог светског рата. И овде се ослобађају индустријске области под немачком контролом.

#### Пољска кампања
Пољска кампања не узима пуно маха. Играч контролише карактер десетара Војћеха Бохатера, који као члан пољске оклопне дивизије управља тенком, и супродставља се 7. немачкој оклопној дивизији, на брду, ког су Немци покушали да освоје због стратешког значаја.

## Мултиплејер
У мултиплејеру овог издања игре, постоје неке новине. Играч може по први пут у игри да контролише оклопна возила, попут тенкова или превозних мотора. Сви играчи се могу распоредити у два тима: савезничком, и окупатурском (немачком). Меч може имати максимално 24 играча у Xbox 360 и PlayStation 3, а по 16 играча у Xbox и PlayStation 2 конзолама. Постоје два типа игре: Играчке (енгл. Player), где играч може позивати друге играче да се придруже игри, али да се не такмиче по поенима, док је други тип игре рангирани, где се играчи удружују у тимове и боре за поене.